# 北畠顕信
北畠 顕信（きたばたけ あきのぶ）は、南北朝時代の公卿。北畠親房の次男。北畠顕家の弟。左近衛少将に任ぜられ、春日少将と称した。また土御門入道と号す。南朝で従一位・右大臣に任ぜられたともされる。

## 生涯
延元元年/建武3年（1336年）に伊勢国において挙兵し、後醍醐天皇の遷幸を援助、伊勢国司に任官される。『太平記』には、兄・顕家に随伴して上洛し、美濃青野原や山城男山で北朝軍と兵刃を交えた、と記述されているが、これは春日顕国の事跡との混同とされる。
延元3年/暦応元年（1338年）兄の死後、鎮守府将軍に任命され、後醍醐天皇皇子の義良親王、宗良親王に供奉して父親房と共に陸奥国に赴こうとしたが、途中で暴風にあって頓挫し吉野に戻る。翌年、再び陸奥に向かい、国府多賀城の攻略を試みる。多賀城を一時占領するが、結局北朝方の反撃を受け失敗する。霊山城を拠点に、周辺豪族を糾合して活動する。
正平2年/貞和3年（1347年）霊山城が落城。顕信は滴石城（岩手県雫石町）に退いたのち出羽国に退却する。正平6年/観応2年（1351年）観応の擾乱の影響により奥州管領同士の争いが起こると南朝側は勢いを盛り返し、羽州国府寺や阿谷の合戦などで吉良軍を次々と破り、ついには11月広瀬川の戦いで北朝軍を総崩れにさせた。この結果多賀城奪還に成功するが、翌年吉良貞家により多賀城を追われてしまう。顕信と守永親王は宇津峰城（福島県）に移るが、吉良貞家の攻撃によって正平8年/文和2年5月（1353年）ここも落城。出羽国へ逃れたとされる。正平13年/延文3年（1358年）足利尊氏が没すると南朝の活動が全国的に活発になるが、顕信は同年8月鳥海山大物忌神社に南朝復興と出羽国静謐を祈願した寄進書を納めている事から、この時期出羽にいたと思われる。これ以後の生死は明らかでないが、後世に残された発給文書から1362年頃までは陸奥で活動を続けていたと推定される。
それ以降の足跡については、吉野に帰還して右大臣を務めたとも、九州に下向し懐良親王を補佐したとも言われる。また、津軽に落ち延びて浪岡氏の祖となった説もある。

## 逸話
- 北畠顕信の末葉とも、兄北畠顕家の子孫ともされる北畠天童丸は天童城に拠り南朝側として勢力を誇ったが、斯波兼頼の圧力により文中年間（1372年～1374年）天童城を捨て津軽浪岡方面へ去ったという。

## 系譜
- 父：北畠親房 - 准三宮
- 母：春日局
- 妻：不詳
  - 男子：北畠信親 - 『桜雲記』では筑後川の戦いで討死した「北畠源中納言」。
  - 男子：北畠守親 - 陸奥国司
  - 男子：北畠親統